# Chrostosoma dhamis
Chrostosoma dhamis là một loài bướm đêm thuộc phân họ Arctiinae, họ Erebidae.